# Jānis Poruks

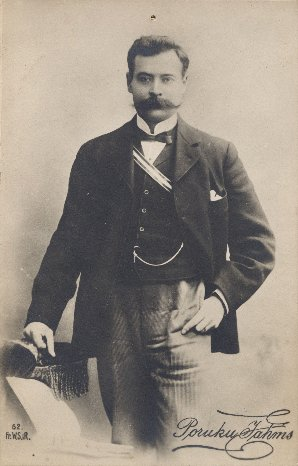
Jānis Poruks (około 1900)

Jānis Poruks (ur. 13 października 1871 w Prēdeļi w gminie Druvienas, zm. 25 lipca 1911 w Tartu) – łotewski pisarz i poeta.
Naukę zaczął w szkole w gminie Druvienas, potem przeniósł się do szkoły w Liezēre, a potem do Cēsis. Zadebiutował w 1888 roku zamieszczonym w czasopiśmie „Dienas Lapa” opowiadaniem Purvaiņos. W 1893 roku rozpoczął studia w Drezdeńskim Konserwatorium. W tym czasie wydał zbiór esejów w języku niemieckim, Religion der Zukunft. W 1894 roku był zmuszony z powodów finansowych przerwać studia w Dreźnie, podjął wtedy studia chemiczne na Politechnice w Rydze. Współpracował z gazetą „Mājas Viesis”. Kilkakrotnie przerywanych z powodów finansowych studiów w Rydze nie ukończył.
Po 1905 roku stan psychiczny Poruksa zaczął się pogarszać, był leczony w szpitalach psychiatrycznych w Rydze, Strenči i Tartu. Od 1909 do 1910 mieszkał w domu pisarza Burtnieku nams w Rydze. Zmarł w szpitalu psychiatrycznym w Tartu. Został pochowany na cmentarzu w Cēsis, w 1924 roku jego grób przeniesiono na Cmentarz Leśny w Rydze. Napisał około 150 opowiadań i jest uważany za twórcę łotewskiej literatury romantycznej.